# Läyliäinen
Läyliäinen è un villaggio (in finlandese kylä) della Finlandia situato nel comune di Loppi, a circa 13 km dal centro, nella regione del Kanta-Häme nella Finlandia Meridionale.

## Storia
Il centro del villaggio era noto come Talvio. A quel tempo, il centro era a circa un chilometro dal centro di Helsinki fino a Soltinmutka. Costruita nel 1912, la ferrovia Hyvinkää e Karkkila spostò il centro del paese nella posizione attuale. Il deposito della vecchia stazione e del bacino idrico è ancora simile alla storia del villaggio, sebbene la linea sia stata distrutta nel 1967. Il nome Talvio è stato rimosso dagli indirizzi e l'intera area è stata chiamata "Läyliäinen".
Il villaggio era l'età d'oro della ferrovia negli anni '50. Aveva più di 1 500 abitanti e due banche, quattro negozi, un latte, una fabbrica di mobili e di cuoio, un cinema e una pensione.